# ۲-تترالون
۲-تترالون یک ترکیب شیمیایی آلی با فرمول مولکولی C10H10O است. این روغنِ بی‌رنگ، یک ترکیب واسطه در سنتزهای آلی است. این ترکیب مشتق کتون از تترالین است، که خود مشتق هیدروژنه‌شده نفتالین می‌باشد. ۱-تترالون ترکیب بسیار شبیه به این مولکول است.
۲-تترالون از طریق گسست کاهشی(reductive cleavage) ۲-نفتیل اترها تهیه می‌شود.

## کاربردها
۲-تترالون واسطه ای در سنتز انواع داروها از جمله L-687،384، nepinalone, napamezole, spirodone و trioxifene است.